# Rivestimento (topologia)

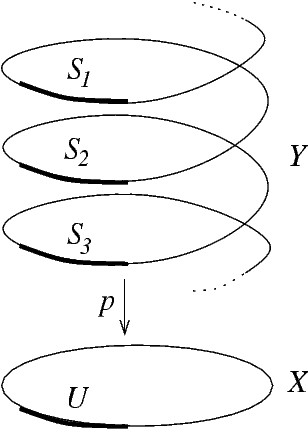
Y riveste X tramite la mappa p

Il rivestimento è una nozione centrale della topologia, importante per lo studio degli spazi topologici e delle funzioni continue fra questi. La nozione di rivestimento è strettamente collegata a quella di gruppo fondamentale.

## Definizioni
Un rivestimento è una funzione continua e suriettiva p : Y → X fra spazi topologici con la proprietà che ogni punto x in X ha un intorno aperto U la cui controimmagine in Y è unione di aperti disgiunti, tali che restringendo la p su ciascuno di questi si ottiene un omeomorfismo su U. Un tale aperto U è detto uniformemente rivestito.
Si dice anche che lo spazio Y riveste X tramite la mappa p. Generalmente per semplicità si chiede anche che X e Y siano entrambi connessi per archi, ed è quanto supposto in questa trattazione. 
La controimmagine di un punto x è la fibra su x. La cardinalità della fibra non dipende dal punto x, ed è il numero di fogli o grado del rivestimento: può essere finito o infinito.

## Esempi
Consideriamo la circonferenza unitaria S1 in R2. Allora la funzione p : R → S1 data da 
p(t) = (cos(t), sin(t))
è un rivestimento con un numero infinito di fogli. 
Denotiamo con C* il piano complesso senza l'origine 0. La mappa p : C* → C* data da
p(z) = zn
è un rivestimento a n fogli per ogni numero naturale positivo n.

## Proprietà

### Omeomorfismo locale
Un rivestimento è un omeomorfismo locale. Non è vero il viceversa in generale: ad esempio, in un omeomorfismo locale la cardinalità della fibra su x può cambiare al variare di x.
Una definizione alternativa di rivestimento è la seguente: p: Y → X è un rivestimento se
- è un omeomorfismo locale;
- vale la proprietà di sollevamento dei cammini: se γ è un cammino in X (cioè una mappa continua dall'intervallo unitario [0,1] in X) e y è un punto della fibra di γ(0) allora esiste un unico cammino ρ in Y che solleva γ (cioè p o ρ = γ) partendo da y (cioè ρ(0) = y).  La curva ρ è il sollevamento di γ.

### Gruppi fondamentali
Un rivestimento p: Y → X induce una funzione iniettiva sui gruppi fondamentali p*: π1(Y,y) → π1(X,x), per ogni x e y tali che x = p(y).
Il numero di fogli di un rivestimento è pari all'indice del sottogruppo p*(π1(Y,y)) dentro π1(X,x).
Se X è uno spazio topologico localmente semplicemente connesso (e tutti gli spazi topologici "buoni" soddisfano questa proprietà), per ogni sottogruppo H di π1(X,x) esistono uno spazio Y ed un rivestimento p:Y → X tali che l'immagine di p*: π1(Y,y) → π1(X,x) sia proprio H. Tale rivestimento è unico a meno di isomorfismi (definiti opportunamente).

### Gruppi di omotopia
Un rivestimento induce degli isomorfismi sui gruppi di omotopia superiori al primo. Se ne deduce quindi ad esempio che 
πn(S1) = πn(R) = {e}
per ogni n > 1, poiché R è contrattile.

### Strutture locali ereditate
Ogni struttura locale di X è ereditata tramite p dallo spazio Y che lo riveste:
- se X è una varietà, lo diventa anche Y
- se X è una superficie di Riemann, lo diventa anche Y in modo che p sia una funzione olomorfa
- se X è un gruppo di Lie (come nei due esempi sopra), lo diventa anche Y in modo che p sia un omomorfismo di gruppi di Lie.

### Grado e compattezza
Se Y è compatto, allora il rivestimento ha grado finito. Questo perché la controimmagine di un punto di X  è un insieme discreto in Y, ed un insieme discreto e chiuso in un compatto è finito.
Più in generale, se X è compatto, allora Y è compatto se e solo se il rivestimento ha grado finito.

### Caratteristica di Eulero

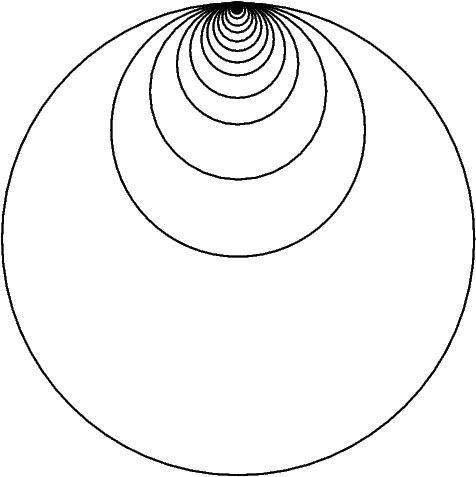
Uno spazio topologico che non ha rivestimento universale

Il grado d di un rivestimento p: Y → X e la caratteristica di Eulero dei due spazi topologici sono collegati dalla relazione seguente:
χ(Y) = dχ(X).

## Rivestimento universale
Nella trattazione che segue, si suppone per semplicità che gli spazi cui si fa riferimento siano connessi per archi e localmente semplicemente connessi: queste due proprietà molto naturali sono soddisfatte da tutti gli spazi più studiati in topologia. Uno spazio che non le soddisfa contiene almeno un punto con degli intorni molto complicati, come ad esempio l'oggetto mostrato qui a destra.
Un rivestimento p:Y → X in cui Y è semplicemente connesso è detto un rivestimento universale di X. Le proprietà elencate precedentemente implicano che uno spazio topologico X ha un unico rivestimento universale (a meno di isomorfismi definiti opportunamente), e che il numero di fogli di p è pari alla cardinalità di π1(X,x).
L'esempio R → S1 descritto sopra è un rivestimento universale. L'altro esempio C* → C* invece non lo è, perché C* non è semplicemente connesso.

## Altri esempi

### Toro
La mappa p: R2 → S1 x S1 data da
p(x, y) = (cos(x), sin(x), cos(y), sin(y))
è un rivestimento con infiniti fogli sul toro, che è omeomorfo al prodotto S1 x S1.

### Spazio proiettivo reale
La mappa p: Sn → Pn(R) data da 
p(x0, ..., xn) = [x0, ..., xn]
dalla sfera unitaria in Rn+1 allo spazio proiettivo reale, entrambi di dimensioni n, è un rivestimento con due fogli. Per n>1 la sfera è semplicemente connessa, e quindi è il rivestimento universale dello spazio proiettivo.

### Superfici e varietà non orientabili
Ogni varietà non orientabile V è rivestita da una varietà orientabile, tramite un rivestimento doppio (cioè di grado 2). La varietà orientabile ha quindi caratteristica di Eulero doppia di quella di V. 
In particolare, ogni superficie nello spazio avente una sola faccia (unilatera) è rivestita da una superficie con due facce (bilatera). Ad esempio, il nastro di Möbius è rivestito da un anello. 
Molte superfici non orientabili non sono visualizzabili dentro lo spazio, mentre il loro rivestimento orientabile lo è: ad esempio la bottiglia di Klein è rivestita dal toro, ed Il piano proiettivo reale, per quanto appena visto, è rivestito dalla sfera.